# Fundación BBK
La Fundación BBK, conocida comercialmente como BBK, es una fundación bancaria española con sede en Bilbao.  Es la entidad resultante de la transformación, en 2014, de la caja de ahorros Bilbao Bizkaia Kutxa, Aurrezki Kutxa eta Bahitetxea (BBK), la cual, desde el 1 de enero de 2012, ejerció su actividad financiera a través del SIP Kutxabank junto con Kutxa y Caja Vital. Su actividad consiste en el mantenimiento y difusión del patrimonio y la obra social y cultural heredada de la caja de ahorros.
Colabora en la promoción de la economía del territorio a través de su actividad inversora en empresas del entorno y es la segunda obra social por tamaño de España y la más importante del País Vasco. Apuesta por el crecimiento, el bienestar y el futuro de Vizcaya promoviendo proyectos en diferentes ámbitos de actuación como la cultura, la inclusión social, el medio ambiente, la sostenibilidad y el emprendimiento.
A 31 de diciembre de 2023, la fundación poseía un 57% de Kutxabank.

## Historia
En 1907, se creó la Caja de Ahorros Municipal de Bilbao y posteriormente, en 1920, la Caja de Ahorros Vizcaína. Ambas cajas fueron pioneras en el sector de las cajas de ahorros. Por ello, tras un camino paralelo por parte de las dos cajas, en 1990, con la fusión de ambas, se crea BBK como caja de ahorros. Su nombre completo era Bilbao Bizkaia Kutxa, Aurrezki Kutxa eta Bahitetxea (su traducción al castellano era Caja Bilbao Vizcaya, Caja de Ahorros y Monte de Piedad) y la sede principal se encontraba en Bilbao, Vizcaya, junto al puente de San Antón.
La entidad Bilbao Bizkaia Kutxa se fundó como una Institución benéfica social y su personalidad es jurídica propia y de plena capacidad jurídica para obrar. Además, por su condición de Entidad benéfica, goza de cuantos derechos sustantivos, procesales, fiscales o de otra naturaleza, le reconociesen las disposiciones legales. 
En octubre de 2008, los consejos de administración de la BBK y de la Caja de Ahorros y Monte de Piedad de Gipuzkoa y San Sebastián (Kutxa) aprobaron el proyecto de fusión de ambas entidades. Planeaban formar en 2009 la Caja de Ahorros y Monte de Piedad de Euskadi (Euskadiko Aurrezki Kutxa eta Bahitetxea), que mantendría el nombre comercial de Kutxa. Finalmente, el 28 de noviembre de 2008, convocaron asambleas generales. La de la BBK aprobó la fusión, como se preveía (68 apoyos y 26 rechazos, de 94 votos emitidos). En cambio, en la Kutxa guipuzcoana la mayoría conseguida (63 de los 100 compromisarios) no superó los dos tercios necesarios. Tras el fracaso de la fusión, la BBK hubo que expandirse a Guipúzcoa, para evitar ser sancionada por el Tribunal de Competencia. Asimismo, en 2009 abrieron sendas oficinas en Éibar y Zarauz.
El 16 de julio de 2010, el Banco de España adjudicó a la caja vizcaína la intervenida CajaSur. El 20 de septiembre, se constituyó BBK Bank CajaSur, sucesor universal en todos los bienes, derechos y obligaciones de CajaSur, siendo BBK la propietaria del 100% de dicho banco.

### Kutxabank
El 16 de septiembre de 2011, la Asamblea General extraordinaria de Bilbao Bizkaia Kutxa (BBK) y la de Caja Vital aprobaron la "fusión fría" (o Sistema Institucional de Protección (SIP)) con Kutxa, mediante la creación de un banco, que se denominaría Kutxabank, a través del cual ejercerían su actividad financiera. Bilbao Bizkaia Kutxa (BBK) mantendría el 57% de las participaciones en el capital social del nuevo banco, Kutxa el 32% y Caja Vital el 11% restante. El 23 de septiembre, la Asamblea General extraordinaria de Kutxa dio igualmente su aprobación al proyecto. El 22 de diciembre de 2011, Banco Bilbao Bizkaia Kutxa, S.A.U. modificó su denominación social a Kutxabank, S.A.
Finalmente el 1 de enero de 2012, Kutxabank inició su actividad.
En julio de 2013, Kutxabank comenzó a cambiar los rótulos de las oficinas de fuera del País Vasco para instaurar la marca "Kutxabank"; mientras que en el País Vasco se mantuvieron las marcas de las cajas fundadoras ("BBK", "Kutxa" y "Caja Vital / Vital Kutxa"). El resultado fue que, en sus oficinas, se utilizaría la marca "BBK" en Vizcaya.

### Transformación en fundación
El 30 de junio de 2014, la Asamblea General de BBK aprobó la transformación de la entidad en una fundación bancaria, de acuerdo con la Ley de Cajas de Ahorros y Fundaciones Bancarias. BBK se convirtió en fundación con el voto favorable del 86% de los miembros de la asamblea. La decisión se adoptó con 61 votos a favor, 8 en contra y una abstención.
A partir de ese momento, la fundación comenzó a ser regida por patronatos de 15 miembros. Estos fueron propuestos por la Diputación Foral de Vizcaya, el Ayuntamiento de Bilbao, PNV, PSE-EE, PP y CCOO.
En 2022, Kutxabank comenzó a sustituir en el País Vasco las marcas de las antiguas cajas de ahorros ("BBK", "Kutxa" y "Caja Vital / Vital Kutxa") por la marca "Kutxabank".

## Obra Social
Tras la dirección de Leire Aragón y Gorka Martínez, en 2019, Nora Sarasola, ex directora de Bilbao Ekintza, asumió el cargo de dirección de la Obra Social de la BBK.
Mediante la obra social, BBK apuesta por maximizar su aportación en Vizcaya a través de acciones e inversiones responsables y comprometidas. Todo ello asumiendo los Objetivos de Desarrollo Sostenibles de Naciones Unidas. Además, tiene como objetivo reforzar su actuación en áreas estratégicas como empleo, innovación y madurez activa.

### Modelo de impacto:[14]
BBK apuesta por implementar una metodología de evaluación de impacto definida, siguiendo una sistemática determinada. Además, esta cultura de gestión de impacto social se promueve y extiende a colaboradores, proveedores y otras fundaciones, profesionalizando la toma de decisiones y la gestión de iniciativas de aquellas organizaciones que aspiran a mejorar su impacto.

### BBK y los ODS
La Fundación BBK contribuye a la consecución de los 17 Objetivos de Desarrollo Sostenible creados por la Organización de Naciones Unidas en 2015. Y aspira a ajustar las claves del bienestar social y la igualdad de oportunidades con acciones diferenciadas y tractoras, preservando el patrimonio con inversiones responsables y comprometidas a través de cuatro ámbitos de actuación que contribuyen a la consecución de los ODS de diversas formas: inclusión, igualdad y participación; cultura; educación, talento y emprendimiento; y medio ambiente y desarrollo sostenible.
Además, con la finalidad de dar respuestas y soluciones a los retos vinculados a la Agenda 2030 de Naciones Unidas, la fundación creó el espacio BBK Kuna, la Casa de los ODS de Vizcaya. Cuya misión es ayudar a construir una Vizcaya próspera, cohesionada y sostenible. Lo denominan un nuevo espacio vinculado a la innovación social para cocrear soluciones y construir un futuro más sostenible.

### Competitividad sostenible (ESG)
Otra de las diferentes apuestas que realiza la Fundación BBK es el modelo de competitividad sostenible, en el que las organizaciones aspiran a generar valor para todos los grupos de interés desde un enfoque equilibrado. Un modelo, que renuncia a la visión tradicional basada en costes y que prioriza garantizar el respeto y la preservación medioambiental, la igualdad de oportunidades, la integración y la cohesión social, entre otros.

### Publicaciones sobre el rechazo a la fusión de BBK y Kutxa
- Diario La Vanguardia (2008). «El PNV lamenta las "consecuencias negativas" que "el veto" a la fusión de cajas supone para "el desarrollo" de Euskadi». Consultado el 28 de noviembre de 2008. (enlace roto disponible en Internet Archive; véase el historial, la primera versión y la última).
- Expansión (2008). «La asamblea de Kutxa 'tumba' el proceso de fusión con la vizcaína BBK». Consultado el 28 de noviembre de 2008.
- El Mundo (2008). «Fracasa la fusión de las cajas de ahorros BBK y Kutxa». Consultado el 28 de noviembre de 2008.
- El País (2008). «La asamblea de la Kutxa rechaza la fusión con la BBK». Consultado el 28 de noviembre de 2008.
- Diario internet Libertad Digital (2008). «Fracasa la fusión de las cajas de ahorros vascas». Consultado el 28 de noviembre de 2008.